# 曾光明 (军事人物)
曾光明（1917年—1985年11月16日），江西吉安人，中国人民解放军将领、中国人民解放军开国少将。
1930年加入中国共产主义青年团，次年转入中国共产党，曾任中国人民解放军南疆军区司令员。1955年，授予中国人民解放军少将。
1985年11月16日在乌鲁木齐逝世。